# Hong Kong Airways

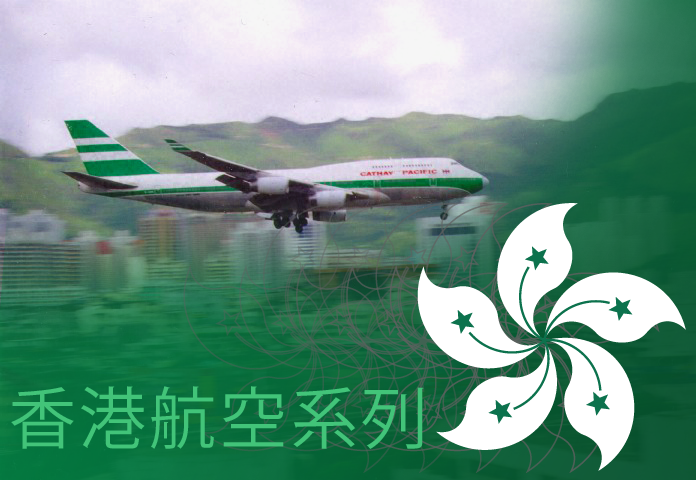

A Hong Kong Airways - HKA, foi uma empresa aérea de Hong Kong que operou durante as décadas de 1940 e 1950. Foi criada em 1947 pela British Overseas Airways Corporation e Jardine, Matheson & Co.

## Frota
- 2 Vickers Viscount V760D
- 2 De Havilland Comet
- 1 Lockheed Constellation